# Claus Robert Agte
Claus Robert Agte (* 12. Juni 1926 in Hamburg; † 1. Januar 2018) war ein deutscher Unternehmer und Stifter.

## Leben
Claus Robert Agte wurde als Sohn des Versicherungskaufmanns, Fußball-Spielers und Fußball-Trainers Rudi Agte und dessen Ehefrau Bertha geboren. Nach dem Besuch diverser Schulen, dem Militärdienst im Zweiten Weltkrieg  und kurzer kanadischer Kriegsgefangenschaft wurde er in der Industrie und im Einzelhandel tätig. Ab 1949 folgte ein Volontariat bei der Albingia-Versicherungsgesellschaft. Nach einem Aufenthalt in London trat er 1952 in die Versicherungsmaklerfirma seines Vaters ein und wurde 1971 deren Alleininhaber. 1973 erfolgte die Aufnahme eines britischen Partners. 1986 wurde das Unternehmen in die international ausgerichtete Jauch & Hübener KGaA eingegliedert. Agte wurde Partner und anschließend Aufsichtsrat-Mitglied, er beendete 1991 seine aktive Tätigkeit.
Aufgrund seiner engen Freundschaft zu Max Schmeling wurde er 1991 Vorstandsmitglied der Max Schmeling Stiftung. 1998 gründete er die Stiftung Wald und Wild in Mecklenburg-Vorpommern, die sich für Natur- und Artenschutz in Mecklenburg-Vorpommern einsetzt. Agte erwarb 1999 den Gutswald Rodenwalde im heutigen Landkreis Ludwigslust-Parchim. Hier etablierte er eine jagdliche Praxis, in der mit kurzen Jagdzeiten und der Schaffung von Äsungsflächen Rücksicht auf die Bedürfnisse von Rot- und Damwild genommen wird. Der Gutswald wurde nach dem Tod Agtes an die Stiftung übertragen.
Claus Robert Agte war Kuratoriumsmitglied der Deutschen Wildtier Stiftung, mit dessen Gründer Haymo Rethwisch ihn eine langjährige Freundschaft verband.

## Preise und Auszeichnungen
- 2007 Bundesverdienstkreuz am Bande
- Goldene Ehrennadel des Deutschen Jagdverbandes
- Goldene Verdienstnadel des Landesjagdverbandes Mecklenburg-Vorpommern

## Belege
1. ↑  Nachruf Claus Robert Agte, 2. Januar 2018, djz.de, abgerufen am 9. November 2019.
2. ↑  Vita von Claus Robert Agte, www.stiftung-waldundwild.de, abgerufen am 9. November 2019.

| Personendaten    | Personendaten                     |
| ---------------- | --------------------------------- |
| NAME             | Agte, Claus Robert                |
| ALTERNATIVNAMEN  | Agte, Claus                       |
| KURZBESCHREIBUNG | deutscher Unternehmer und Stifter |
| GEBURTSDATUM     | 12. Juni 1926                     |
| GEBURTSORT       | Hamburg                           |
| STERBEDATUM      | 1. Januar 2018                    |
| STERBEORT        | Hamburg                           |